# Khadang
Khadang (nep. ल्हाँ) – gaun wikas samiti w zachodniej części Nepalu w strefie Karnali w dystrykcie Dolpa. Według nepalskiego spisu powszechnego z 2001 roku liczył on 170 gospodarstw domowych i 971 mieszkańców (475 kobiet i 496 mężczyzn).